# Johann Sternenberg
Johann Sternenberg, auch: Sterneberg, gen. (von) Düsseldorf (* 1589 in Kalkar; † 7. September 1662 in Kleve) war katholischer Geistlicher und Weihbischof in Münster.

## Leben
Johann Sternenberg konvertierte 1613 zum katholischen Glauben und wurde am 19. März 1616 zum Priester der Diözese Köln geweiht. Im selben Jahr wurde er Dechant des Kollegiatstifts Rees und 1629 Archidiakon und Stiftspropst des Kollegiatstifts St. Viktor in Xanten. Am 7. Oktober 1647 wurde er zum Weihbischof im Bistum Münster und Titularbischof von Sebaste in Cilicia ernannt. 1652 trat er vom Amt des Weihbischofs zurück.

## Weihehandlungen
- 1649: Kerzenkapelle in Kevelaer
- 1652: Drei Altäre im Kloster Frauenberg in Fulda